# Liste der Einträge im National Register of Historic Places im Greenbrier County
Diese Liste der Einträge im National Register of Historic Places im Greenbrier County enthält alle im Greenbrier County, West Virginia in das National Register of Historic Places eingetragenen Gebäude, Bauwerke, Objekte, Stätten oder historischen Distrikte.
Diese Liste entspricht dem Bearbeitungsstand des National Park Service/National Register of Historic Places vom 27. September 2024.

## Legende
| NRHP | Historic Place                      |
| NHLD | National Historic Landmark District |
| HD   | National Historic District          |

## Aktuelle Einträge
| [ 2 ] | Name                                                            | Bild                                  | Eintragsdatum                                      | Lage | Ort                   | Beschreibung |
| ----- | --------------------------------------------------------------- | ------------------------------------- | -------------------------------------------------- | --- | --------------------- | ------------ |
| 1     | Alderson Bridge                                                 | Alderson Bridge                       | 4. Dez. 1991 ID-Nr. 91001730                       | Monroe St. über den Greenbrier River 37° 43′ 29″ N, 80° 38′ 36″ W                                                                      | Alderson              |              |
| 2     | Alderson Historic District                                      | Alderson Historic District            | 12. Nov. 1993 ID-Nr. 93001231                      | zwischen der Monroe St., Riverview Dr., Railroad Avenue und anliegender Straßen 37° 43′ 29″ N, 80° 38′ 32″ W                           | Alderson              |              |
| 3     | Alexander W. Arbuckle I House                                   |                                       | 3. Mai 1976 ID-Nr. 76001933                        | nördlich von Lewisburg an der Arbuckle Lane 37° 51′ 41″ N, 80° 25′ 24″ W                                                               | Lewisburg             |              |
| 4     | Argabrite House                                                 | Argabrite House                       | 16. Apr. 2009 ID-Nr. 08001236                      | 504 Virginia St. 37° 43′ 48″ N, 80° 38′ 10″ W                                                                                          | Alderson              |              |
| 5     | Sam Black Church                                                | weitere Bilder                        | 5. März 1999 ID-Nr. 99000288                       | U.S. Route 60 in West Virginia an der Einmündung der County Route 60/5 37° 53′ 55″ N, 80° 37′ 50″ W                                    | Smoot                 |              |
| 6     | Blue Bend Forest Camp                                           |                                       | 20. Apr. 1994 ID-Nr. 94000352                      | westlich der West Virginia Route 92 an der Alvon-Blue Bend-Anthony Rd. und der County Route 16/2 37° 55′ 14″ N, 80° 16′ 6″ W           | Alvon                 |              |
| 7     | Blue Sulphur Springs Pavilion                                   | Blue Sulphur Springs Pavilion         | 29. Okt. 1992 ID-Nr. 92001481                      | County Route 25, nördlich von Alderson 37° 49′ 42″ N, 80° 38′ 30″ W                                                                    | Blue Sulphur Springs  |              |
| 8     | Confederate Cemetery at Lewisburg                               | Confederate Cemetery at Lewisburg     | 2. Feb. 1988 ID-Nr. 87002535                       | Maple St. und U.S. Route 60 in West Virginia 37° 48′ 7″ N, 80° 27′ 6″ W                                                                | Lewisburg             |              |
| 9     | David S. Creigh House                                           |                                       | 12. Nov. 1975 ID-Nr. 75001888                      | südwestlich von Lewisburg, in der Nähe der Davis-Stuart Rd. 37° 46′ 14″ N, 80° 28′ 33″ W                                               | Lewisburg             |              |
| 10    | Deitz Farm                                                      | Deitz Farm                            | 17. Apr. 1992 ID-Nr. 92000304                      | an der Straßenkreuzung der County Routes 28 und 60/32 37° 54′ 34″ N, 80° 40′ 10″ W                                                     | Meadow Bluff          |              |
| 11    | Edgefield                                                       | Edgefield                             | 12. Dez. 2012 ID-Nr. 12001047                      | 461 Brownstown Road 37° 59′ 46,7″ N, 80° 21′ 21,2″ W                                                                                   | Renick                |              |
| 12    | Elmhurst                                                        |                                       | 5. Juni 1975 ID-Nr. 75001887                       | U.S. Route 60 in West Virginia am Greenbrier River 37° 46′ 50″ N, 80° 23′ 47″ W                                                        | Caldwell              |              |
| 13    | Greenbrier County Courthouse and Lewis Spring                   | weitere Bilder                        | 17. Aug. 1973 ID-Nr. 73001900                      | an der Straßenecke der Court und Randolph Sts. 37° 48′ 11″ N, 80° 26′ 46″ W                                                            | Lewisburg             |              |
| 14    | The Greenbrier                                                  | weitere Bilder                        | 9. Okt. 1974 ID-Nr. 74002000                       | in der Nähe der U.S. Route 60 in West Virginia 37° 47′ 41″ N, 80° 20′ 9″ W                                                             | White Sulphur Springs |              |
| 15    | Hartland                                                        |                                       | 10. Juni 1975 ID-Nr. 75001889                      | westlich von Lewisburg an der Houfnaggle Rd. 37° 48′ 6″ N, 80° 28′ 29″ W                                                               | Lewisburg             |              |
| 16    | Herns Mill Covered Bridge                                       | weitere Bilder                        | 4. Juni 1981 ID-Nr. 81000598                       | County Route 40 und der Einmündung der County Route 60/11 37° 49′ 57″ N, 80° 30′ 18″ W                                                 | Lewisburg             |              |
| 17    | Hokes Mill Covered Bridge                                       | weitere Bilder                        | 4. Juni 1981 ID-Nr. 81000599                       | County Route 62 bei der Hokes Mill 37° 41′ 50″ N, 80° 31′ 30″ W                                                                        | Ronceverte            |              |
| 18    | Homeplace                                                       |                                       | 17. Jan. 2008 ID-Nr. 07001415                      | U.S. Route 219, nördlich Fahrtrichtung 37° 54′ 43″ N, 80° 22′ 55″ W                                                                    | Frankford             |              |
| 19    | Hopkins Mountain Historic District                              |                                       | 14. Apr. 1994 ID-Nr. 94000353                      | entlang der Forest Road 139, nördlich von der County Road 16/2 und westlich von der West Virginia Route 92 37° 57′ 8″ N, 80° 15′ 52″ W | Alvon                 |              |
| 20    | Lewisburg Historic District                                     | Lewisburg Historic District           | 7. Juli 1978 ID-Nr. 78002795                       | U.S. Route 60 in West Virginia und U.S. Route 219 37° 48′ 6″ N, 80° 26′ 44″ W                                                          | Lewisburg             |              |
| 21    | Maple Street Historic District                                  | Maple Street Historic District        | 6. Apr. 1988 ID-Nr. 87002529                       | 107-121 Maple Street 37° 48′ 18″ N, 80° 26′ 58″ W                                                                                      | Lewisburg             |              |
| 22    | McClung's Price Place                                           | McClung's Price Place                 | 3. Aug. 2007 ID-Nr. 07000782                       | 699 Savannah Lane 37° 53′ 39,2″ N, 80° 24′ 59,2″ W                                                                                     | Lewisburg             |              |
| 23    | Meadow River Lumber Building                                    |                                       | 13. Nov. 1997 ID-Nr. 97001411                      | U.S. Route 219, südlich der State Fair of West Virginia 37° 46′ 39″ N, 80° 27′ 45″ W                                                   | Fairlea               |              |
| 24    | Alexander McVeigh Miller House                                  | Alexander McVeigh Miller House        | 15. Dez. 1978 ID-Nr. 78002794                      | Hemlock Ave. 37° 43′ 53″ N, 80° 38′ 5″ W                                                                                               | Alderson              |              |
| 25    | Morlunda                                                        |                                       | 25. März 1977 ID-Nr. 77001374                      | nordwestlich von Lewisburg an der County Route 40 37° 49′ 54″ N, 80° 29′ 28″ W                                                         | Lewisburg             |              |
| 26    | Mountain Home                                                   |                                       | 28. Nov. 1980 ID-Nr. 100005944 80004020, 100005944 | südwestlich von White Sulphur Springs an der U.S. Route 60 in West Virginia 37° 46′ 24″ N, 80° 21′ 10″ W                               | White Sulphur Springs |              |
| 27    | Mt. Tabor Baptist Church                                        | Mt. Tabor Baptist Church              | 12. Dez. 1976 ID-Nr. 76001934                      | Court und Foster Sts. 37° 48′ 6,5″ N, 80° 26′ 50″ W                                                                                    | Lewisburg             |              |
| 28    | New Deal Resources in Greenbrier State Forest Historic District |                                       | 7. Aug. 2019 ID-Nr. 100002851                      | 1541 County Road 6/2 (Harts Run Rd.) 37° 41′ 7″ N, 80° 21′ 50″ W                                                                       | Caldwell              |              |
| 29    | John A. North House                                             | weitere Bilder                        | 9. Okt. 1974 ID-Nr. 74001998                       | 100 Church Street 37° 48′ 11″ N, 80° 26′ 54″ W                                                                                         | Lewisburg             |              |
| 30    | Oakhurst Links                                                  |                                       | 4. Dez. 2001 ID-Nr. 01001327                       | 1 Montague Drive 37° 49′ 41″ N, 80° 16′ 47″ W                                                                                          | White Sulphur Springs |              |
| 31    | Old Stone Church                                                | weitere Bilder                        | 23. Feb. 1972 ID-Nr. 72001286                      | Church und Foster Sts. 37° 48′ 4″ N, 80° 26′ 55″ W                                                                                     | Lewisburg             |              |
| 32    | Organ Cave                                                      | Organ Cave                            | 5. Mai 2005 ID-Nr. 05000397                        | West Virginia Route 63, östlich der Einmündung der U.S. Route 219 37° 43′ 12″ N, 80° 26′ 9″ W                                          | Ronceverte            |              |
| 33    | Gov. Samuel Price House                                         | Gov. Samuel Price House               | 20. Juni 1975 ID-Nr. 75001890                      | 224 N. Court St. 37° 48′ 15″ N, 80° 26′ 39″ W                                                                                          | Lewisburg             |              |
| 34    | Renick Farm                                                     | weitere Bilder                        | 4. Apr. 1997 ID-Nr. 96000525                       | U.S. Route 219, in der Nähe der Einmündung der County Route 9 37° 59′ 0″ N, 80° 21′ 4″ W                                               | Renick                |              |
| 35    | Ronceverte Historic District                                    | weitere Bilder                        | 6. Mai 2005 ID-Nr. 05000396                        | zwischen der Main St., Pocahontas, Monroe und Greenbrier Avenues 37° 45′ 0″ N, 80° 28′ 3″ W                                            | Ronceverte            |              |
| 36    | Rupert School                                                   |                                       | 25. Aug. 2022 ID-Nr. 100008074                     | S. Church St. 37° 58′ 5,9″ N, 80° 40′ 51,6″ W                                                                                          | Lewisburg             |              |
| 37    | South Church Street Historic District                           | South Church Street Historic District | 2. Feb. 1988 ID-Nr. 87002528                       | S. Church St. 37° 48′ 2″ N, 80° 27′ 0,4″ W                                                                                             | Lewisburg             |              |
| 38    | Stone Manse                                                     |                                       | 15. Apr. 2004 ID-Nr. 04000307                      | County Route 38 (Stonehouse Rd.) 37° 47′ 52″ N, 80° 22′ 45″ W                                                                          | Caldwell              |              |
| 39    | Stuart Manor                                                    |                                       | 27. Juli 1973 ID-Nr. 73001901                      | südwestlich von Lewisburg in der Nähe der U.S. Route 219 37° 45′ 58″ N, 80° 29′ 59″ W                                                  | Lewisburg             |              |
| 40    | Supreme Court Library Building                                  | Supreme Court Library Building        | 23. Feb. 1972 ID-Nr. 72001287                      | U.S. Route 60 in West Virginia, West und Courtney Drive 37° 48′ 12″ N, 80° 26′ 53″ W                                                   | Lewisburg             |              |
| 41    | Tuckwiller Tavern                                               |                                       | 4. März 1975 ID-Nr. 75001891                       | nordwestlich von Lewisburg an der U.S. Route 60 in West Virginia 37° 49′ 21″ N, 80° 28′ 45″ W                                          | Lewisburg             |              |
| 42    | Tuscawilla                                                      |                                       | 19. Dez. 1979 ID-Nr. 79002576                      | südlich von Lewisburg, in der Nähe der U.S. Route 219 37° 47′ 0″ N, 80° 27′ 0,4″ W                                                     | Lewisburg             |              |
| 43    | John Wesley Methodist Church                                    | John Wesley Methodist Church          | 5. Juni 1974 ID-Nr. 74001997                       | E. Foster St. 37° 47′ 59″ N, 80° 26′ 21,8″ W                                                                                           | Lewisburg             |              |
| 44    | James Withrow House                                             | James Withrow House                   | 31. Dez. 1974 ID-Nr. 74001999                      | 200 N. Jefferson St. 37° 48′ 13,5″ N, 80° 26′ 35″ W                                                                                    | Lewisburg             |              |
| 45    | James Wylie House                                               |                                       | 5. Feb. 1990 ID-Nr. 89002318                       | 208 E. Main St. 37° 47′ 48″ N, 80° 17′ 52″ W                                                                                           | White Sulphur Springs |              |